# Una sonrisa, por favor
Una sonrisa, por favor (Smile please en inglés) es el título de la autobiografía inacabada de la escritora Jean Rhys, autora de la novela Ancho mar de los Sargazos (1966). Duras, lúcidas y a menudo irónicas, son las memorias de una mujer octogenaria que mira con cierto desapego su vida pasada y se declara perdedora sin caer nunca en la autocompasión.
Publicada póstumamente en 1979, un año después de su muerte en Londres, la obra se divide en dos partes. La primera, que da título al libro, se compone de 16 capítulos y en ella, partiendo de un recuerdo de 1896 («Una sonrisa, por favor. No te pongas tan seria…», le pide el fotógrafo a la pequeña Jean cuando esta tenía seis años y tuvo que posar para una foto de familia), Rhys habla de su infancia en la isla de Dominica, donde nació en 1890.
En la segunda parte, titulada Empezó a hacer frío, que se divide en 8 capítulos, relata su vida en Londres y París, las dos ciudades donde vivió a partir de los años veinte del siglo pasado y donde tuvo que sobrevivir trabajando como chica del coro en cabarets, haciendo de extra en las primeras películas que se rodaban en Inglaterra y deambulando de una pensión a otra y de una aventura amorosa a otra. La autora no llegó a dar por concluidos los textos de esta segunda parte, por lo que en algunos casos tan sólo son meras notas.
A continuación se incluye un apéndice titulado De un diario: En el Ropemaker’s Arms, apuntes que la autora entregó junto al resto del material para su autobiografía, pues pensaba incluirlos si encontraba la manera de encajarlos, labor que se vio impedida por su muerte.
Finalmente, el libro se cierra con una Nota sobre la historia de la edición de los libros de Jean Rhys, escrita por Diana Athill en mayo de 1979, que incluye una Lista de sus obras por orden de publicación así como una mención a las dos obras traducidas al francés por Rhys: Perversité, de Francis Carco, y Sous le Verrous, de Edward de Nève (seudónimo del escritor Jean Lenglet).